# 諾亞 (亞利桑那州)
諾亞（英語：Noah）是位於美國亞利桑那州尤馬縣的一個非建制地區。該地的面積和人口皆未知。

## 地理
諾亞的座標為32°41′05″N 114°01′20″W / 32.68472°N 114.02222°W，而該地的平均海拔高度為101米（即331英尺）。